# Старий Валішев
Старий Валішев (пол. Stary Waliszew) — село в Польщі, у гміні Беляви Ловицького повіту Лодзинського воєводства.
Населення — 129 осіб (2011).
У 1975-1998 роках село належало до Скерневицького воєводства.

## Демографія
Демографічна структура станом на 31 березня 2011 року:
|          | Загалом | Допрацездатний вік | Працездатний вік | Постпрацездатний вік |
| -------- | ------- | ------------------ | ---------------- | -------------------- |
| Чоловіки | 71      | 10                 | 50               | 11                   |
| Жінки    | 58      | 7                  | 31               | 20                   |
| Разом    | 129     | 17                 | 81               | 31                   |